# Vila Verde (Mirandela)
Vila Verde é uma povoação portuguesa do Município de Mirandela que foi sede da extinta Freguesia de Vila Verde, freguesia que tinha 9,87 km² de área e 81 habitantes (2011), e, por isso, uma densidade populacional de 8,2 hab./km².
A Freguesia de Vila Verde foi extinta (agregada) pela reorganização administrativa de 2012/2013, tendo o seu território sido agregado ao da Freguesia de Freixeda para criar a União de Freguesias de Freixeda e Vila Verde.
Dista 8km à sede de município.

## População
| População da freguesia de Vila Verde | População da freguesia de Vila Verde | População da freguesia de Vila Verde | População da freguesia de Vila Verde | População da freguesia de Vila Verde | População da freguesia de Vila Verde | População da freguesia de Vila Verde | População da freguesia de Vila Verde | População da freguesia de Vila Verde | População da freguesia de Vila Verde | População da freguesia de Vila Verde | População da freguesia de Vila Verde | População da freguesia de Vila Verde | População da freguesia de Vila Verde | População da freguesia de Vila Verde |
| ------------------------------------ | ------------------------------------ | ------------------------------------ | ------------------------------------ | ------------------------------------ | ------------------------------------ | ------------------------------------ | ------------------------------------ | ------------------------------------ | ------------------------------------ | ------------------------------------ | ------------------------------------ | ------------------------------------ | ------------------------------------ | ------------------------------------ |
| 1864                                 | 1878                                 | 1890                                 | 1900                                 | 1911                                 | 1920                                 | 1930                                 | 1940                                 | 1950                                 | 1960                                 | 1970                                 | 1981                                 | 1991                                 | 2001                                 | 2011                                 |
| 221                                  | 244                                  | 287                                  | 274                                  | 264                                  | 227                                  | 267                                  | 311                                  | 300                                  | 251                                  | 186                                  | 159                                  | 115                                  | 100                                  | 81                                   |

## Equipamentos Colectivos
- Centro de Dia
- Sede da Junta de Freguesia
- Igreja
- Cemitério
- Escola do 1º Ciclo.

## Colectividades
- Associação Cultural e Recreativa de Vila Verde.

## Festas e Romarias
Santo Apolinário (23 de Julho).

## Património cultural e edificado
- Igreja Matriz
- Capela de S. Sebastião
- Fonte romana.